# Manuel Chang
Manuel Chang, né le 22 août 1955, est un ancien économiste et homme politique mozambicain.Il était membre du FRELIMO.

## Biographie
Manuel Chang est né le 22 août 1955 dans la province de Gaza, au Mozambique.Il a été ministre de l'Économie et des Finances dans le cabinet du président Armando Guebuza de 2005 à 2015.
En février 2005, Chang a remplacé Luísa Diogo au poste de ministre des Finances du Mozambique. Il a occupé ce poste jusqu'en janvier 2015, date à laquelle le nouveau président, Filipe Nyusi, l'a remplacé par Adriano Maleiane au poste de ministre des Finances.
L'époque de Chang en tant que ministre des Finances a été marquée par un scandale de la dette qui est devenu étroitement lié à son travail dans ce rôle.